# Küszkoncér
A küszkoncér (Squalius alburnoides) a sugarasúszójú halak (Actinopterygii) osztályának a pontyalakúak (Cypriniformes) rendjébe, ezen belül a pontyfélék (Cyprinidae) családjába tartozó faj.

## Előfordulása
A küszkoncér a Duero, Guadiana és Guadalquivir folyók vízgyűjtő területén él. Az Ibériai-félsziget álló- és lassú folyású vizeit kedveli. Alfaja, a Rutilus alburnoides hellenicus a görögországi Langadi folyóban él.

## Megjelenése
A hal teste karcsú, nagyon nyújtott, oldalról lapított, orra hegyes, szájnyílása kicsi, ferdén felfelé irányuló. A pikkelyek nagyok, kerekdedek, 39-46 van az oldalvonal mentén. Mellúszói 17-18, hátúszója 10, farok alatti úszója 10-12 sugarú; a magas, keskeny hátúszó szegélye befelé ívelt, nagy farokúszója egészen a hátulsó szegélyéig pikkelyezett. Garatfogai egysorosak, 5-5. Háta sötét, zöldes, kékes fémfénnyel; kopoltyúfedői és oldalai ezüstösek, a kopoltyúfedők felső fele és az állkapocscsont (mandibula) feketék. Hasoldala fehéres. Az oldalvonal felett széles, sötét hosszanti sáv húzódik egészen a farokúszó kezdetéig. Testhossza 10-15 centiméter, legfeljebb 25 centiméter.

## Életmódja
Az állat kis termetű koncérfaj, amely a vizek nyugodt részeit kedveli, ahol többnyire kis csoportokban és a felszín közelében tartózkodik. Tápláléka gerinctelenek, mint apró rákok, vízi rovarok és ezek lárvái.

## Szaporodása
Április-májusban ívik csapatosan a sekély parti vizek növényzetében. Az ivadék 2-5 napi nyugalmi időszak után úszik el.